# José María Valverde Pacheco
José María Valverde Pacheco (Valencia de Alcántara, 26 de gener de 1926 - Barcelona, 6 de juny de 1996) fou un poeta, filòsof, crític literari, historiador de les idees i traductor espanyol.

## Biografia
Va passar la seva infantesa i adolescència a Madrid. Sent estudiant de batxillerat a l'Institut Ramiro de Maeztu va publicar el seu primer poemari. Encara que Dámaso Alonso el tenia per una gran promesa de la filologia, es va matricular en Filosofia. Durant aquests estudis es va afiliar al sindicat falangista (SEU). Va obtenir el doctorat el 1955 amb una tesi sobre la filosofia del llenguatge de Wilhelm von Humboldt. Aquest mateix any es va casar amb Pilar Gefaell, amb qui va tenir cinc fills.
Col·laborà a les revistes La Estafeta Literaria, Escorial, Trabajos y días, Raíz, Alférez i Revista de Ideas Estéticas, signant de vegades amb el pseudònim Gambrinus. Publicà a més en revistes poètiques com Garcilaso, Espadaña, Proel. Entre 1950 i 1955 va residir a Roma, on va ser lector d'espanyol en la seva universitat i a l'Institut Espanyol, i va conèixer Benedetto Croce. El 1956 obtingué la càtedra d'Estètica en la Universitat de Barcelona. Va participar en les revistes literàries de la seva època i en nombroses publicacions periòdiques, on va ser publicant gran part del seu pensament. Ell mateix deia que era un poeta ficat a filòsof, i no al contrari. Es va dedicar a l'estudi de la història de les idees, col·laborant amb Martí de Riquer en una ambiciosa Historia de la literatura universal (1957, molt ampliada posteriorment) i escrivint ell solament una Vida y muerte de las ideas (1981).
Va fer traduccions de figures clàssiques de la literatura en anglès i alemany. Amb un clar compromís social i polític, cristià i antifranquista, va donar suport a la causa popular a Centreamèrica (Cuba; el sandinisme: es va relacionar amb els poetes nicaragüencs exiliats Julio Ycaza, Luis Rocha i Fernando Silva). Per motius polítics (solidaritat amb els professors Enrique Tierno Galván, José Luis López Aranguren i Agustín García Calvo, expulsats de la universitat de Madrid per les autoritats acadèmiques franquistes) va renunciar a la seva càtedra el 1964 i es va exiliar. És famosa la seva sentència, en renunciar a la Càtedra: 'Nulla estetica sine etica, ergo apaga y vámonos'. Va marxar als Estats Units, on va ser professor de literatures hispàniques i comparada (Virginia, McMaster) i després al Canadà, on va ser catedràtic de literatura espanyola a la Universitat de Trent.
El 1976, el govern d'Adolfo Suárez li reintegra la seva cátedra d'estètica a la Universitat de Barcelona i l'any següent retorna a la ciutat amb la seva família. El 1983 va rebre la Creu de Sant Jordi de la Generalitat de Catalunya. Va morir a Barcelona l'any 1996, als setanta anys, d'una malaltia terminal, mentre dedicava les seves últimes energies a investigar l'obra de Søren Kierkegaard. Va obtenir el Premi Nacional de Poesia de 1949, el Premi de la Crítica de Poesia de 1962 i el Premi Ciutat de Barcelona el 1990.
Les restes foren portades el 1996 al cementiri d'Hinojosa del Campo (Sòria), poble del seu gendre Ángel Martínez Ciriano, on en 2013 també fou sebollida la seva esposa Pilar Gefaell.

## Llegat
De la seva obra crítica mereixen destacar-se Estudios sobre la palabra poética (1952), Humboldt y la filosofía del lenguage (1955), Historia de la literatura universal (1957), Cartas a un cura escéptico en materia de arte moderno (1959), Vida y muerte de las ideas: pequeñas historias del pensamiento (1981), Diccionario de estética o les seves monografies sobre Azorín (1971), Antonio Machado (1975), James Joyce (1978 i 1982) o Nietzsche. Destaquen les seves traduccions de l'alemany (Hölderlin, Rilke, Goethe, Novalis, Bertolt Brecht, Christian Morgenstern, Hans Urs von Balthasar) i de l'anglès (teatre complet de William Shakespeare en prosa, que van renovar les antiquades d'Astrana, o les de Charles Dickens, T. S. Eliot, Walt Whitman, Herman Melville, Saul Bellow, Thomas Merton, Edgar Allan Poe, Emily Dickinson, o l'Ulisses de Joyce, per la qual va rebre el Premi de traducció Fray Luis de León el 1977). El 1960 havia rebut aquest mateix guardó per una antologia de Rainer Maria Rilke. El 1990 se li va concedir també el Premi Nacional a l'obra d'un traductor. També va traduir alguns poemes de Constantinos Cavafis del grec modern, el Nou Testament del grec antic i a Romano Guardini de l'italià. Va preparar, a més, edicions crítiques d'Antonio Machado, un dels seus autors preferits (Nuevas canciones, De un cancionero apócrifo i Juan de Mairena) i d'Azorín (Artículos olvidados i Los pueblos), antologies generals de la poesia espanyola i hispanoamericana i particulars de Luis Felipe Vivanco, Miguel de Unamuno i Ernesto Cardenal.
Inscrit dintre d'un particular corrent d'existencialisme cristià dintre del que ell va anomenar, amb Dámaso Alonso, prologador d'algun llibre seu, poesia desarrelada, els seus primers poemes tenen una temàtica religiosa. Després va introduir en els seus versos nous temes, cada vegada més humans, acostant-se a plantejaments marxistes. S'ha dit d'ell que era un cristià marxista, amb plantejaments propers a les tesis de la Teologia de l'Alliberament. La seva obra es caracteritza per un accentuat humanisme amb tocs intimistes, que l'aconverteixen en una de les més brillants figures del panorama poètic espanyol.
Poeta de llibres orgànics, on el conjunt és superior a la suma dels poemes constituents, el seu estil es caracteritza per la senzillesa expressiva i la llengua castissa, buscant sempre la nuesa i la precisió lèxica, sense retoricismes innecessaris, gairebé col·loquial, en la tradició d'Antonio Machado. Aquesta ànsia de depuració el va dur a extirpar nombrosos poemes de les seves compilacions últimes, successivament cada vegada més reduïdes. Una mica d'això es pot veure en el seu famós poema sobre sobre els penjats de François Villon. Les seves preferències mètriques s'inclinen per l'art major i el vers alexandrí.
El seu fons personal es troba dipositat al CRAI Biblioteca del Pavelló de la República de la Universitat de Barcelona. Consta d'escrits publicats i no publicats, traduccions i notes manuscrites de José M. Valverde, documentació personal de l'escriptor, correspondència enviada i/o rebuda per José M. Valverde, recull de premsa, homenatges i cartes de condol adreçades a la família Valverde per diverses personalitats i organitzacions. El 2011 Jordi Amat va editar Fons José María Valverde (1942-1996). Fragments dʼuna biografia intel·lectual (Afers / CEHI) dins la col·lecció Els Papers del Pavelló de la República. Es tracta d'un assaig interpretatiu i un perfil biogràfic al pròleg, on fa una acurada selecció dels materials (cartes, articles i textos) del fons custodiat al Centre dʼEstudis Històrics Internacionals (CEHI).

### Poesia
- Hombre de Dios. Salmos, elegías y oraciones, 1945.
- La espera, 1949.
- Versos del domingo, 1954.
- Voces y acompañamientos para San Mateo, 1959.
- La conquista de este mundo, 1960.
- Años inciertos, 1970.
- Ser de palabra, 1976.
- Enseñanzas de la edad. Poesía 1945-1970 (1971)
- Poesías reunidas 1945-1990.

### Crítica
- Estudio sobre la palabra poética (1952)
- Vida y muerte de las ideas (1981)
- Breve historia y antología de la estética, Barcelona: Ariel, 1987.
- Historia de la literatura universal (tres volums, el 1956; ampliada a deu el 1986), en colaboración amb Martí de Riquer
- Nietzsche, de filólogo a Anticristo (1993)
- Diccionario de Historia, Barcelona: Planeta, 1995.
- Cartas a un cura escéptico en materia de arte moderno, Barcelona: Seix Barral, 1959.
- Azorín, Barcelona: Planeta, 1971.
- Antonio Machado, Madrid: Siglo XXI, 1975.
- Conocer Joyce y su obra, 1978.
- Breve historia de la literatura española, Madrid: Guadarrama, 1980.
- Joyce, Barcelona, 1982.
- Movimientos literarios, 1981.
- La mente del siglo XX, 1982.
- La literatura: Qué era y qué es. Barcelona: Montesinos, 1982.
- El arte del artículo (1949-1993). Barcelona, 1994.
- Valverde, José María, Antonio Colinas, Rafael Argullol, Antoni Marí and Jaime Siles. Diálogos sobre poesía española. Frankfurt and Madrid: Vervuert Verlag Iberoamericana, 1994.

### Traduccions i edicions
- Thomas Merton. Veinte poemas. Barcelona: Rialp, 1953.
- Rainer Maria Rilke. Cincuenta poesías. Madrid: Ágora, 1954.
- Hans Urs von Balthasar. Teología de la historia. Madrid: Guadarrama, 1959.
- Charles Dickens. Documentos póstumos del Club Pickwick. Barcelona: Planeta, 1963.
- Doris Lessing. Canta la hierba. Barcelona: Seix Barral, 1964.
- Rainer Maria Rilke. Obras. Barcelona: Plaza & Janés, 1967.
- John Updike. Plumas de paloma y otros relatos. Barcelona: Seix Barral, 1967.
- William Shakespeare. Teatro completo. Barcelona: Planeta, 1967-1968. 2 vol. (Múltiples reediciones de las obras sueltas.)
- Saul Bellow. Carpe diem: coge la flor del día. Barcelona: Seix Barral, 1968.
- Raymond Cartier. La Segunda Guerra Mundial. París/Barcelona: Larousse/Planeta, 1968. 2.ª ed.
- Herman Melville. Obras. Barcelona: Planeta, 1968.
- Antonio Machado. Nuevas canciones. De un cancionero apócrifo. Madrid: Castalia, 1971.
- Antonio Machado. Juan de Mairena: sentencias, donaires, apuntes y recuerdos de un profesor apócrifo. Madrid: Castalia, 1972.
- Azorín. Artículos olvidados de José Martínez Ruiz: 1894-1904. Barcelona: Narcea, 1972.
- Alexandr Alexándrovich Fadéiev y Mijaíl Alexándrovich Shólojov. La Narrativa soviética. Barcelona: Planeta, 1973. (En col·laboració amb Augusto Vidal.)
- Christian Morgenstern. Canciones de la horca. Madrid: Visor, 1976.
- James Joyce. Ulises. Barcelona: Lumen, 1976.
- Azorín. Los pueblos, la Andalucía trágica y otros artículos (1904-1905). Madrid: Castalia, 1978.
- Henry James. Los papeles de Aspern y otras historias. Barcelona: Planeta, 1978.
- Jane Austen. Emma. Barcelona: Lumen, 1978.
- Thomas Stearns Eliot. Poesías reunidas, 1909-1962. Madrid: Alianza, 1978.
- James Joyce. Stephen el héroe. Barcelona: Lumen, 1978.
- Herman Melville. Moby Dick. Barcelona: Bruguera, 1979.
- Gabriel Ferrater. Mujeres y días. Barcelona: Seix Barral, 1979. (En col·laboració amb Pere Gimferrer i José Agustín Goytisolo)
- Arthur Conan Doyle. Aventuras de Sherlock Holmes. Barcelona: Bruguera, 1980. (En col·laboració amb María Campuzano.)
- Johann Wolfgang Goethe. Fausto. Barcelona: Planeta, 1980.
- Rainer Maria Rilke. Elegías de Duino. Barcelona: Lumen, 1980.
- William Faulkner. El campo, el pueblo, el yermo. Barcelona: Seix Barral, 1980.
- William Faulkner. De esta tierra y más allá. Barcelona: Seix Barral, 1981.
- Johann Wolfgang Goethe. Los sufrimentos del joven Werther. Barcelona: Planeta, 1981.
- Pedro Calderón de la Barca. La vida se sueño: drama y auto sacramental. Barcelona: Planeta, 1981.
- Alain-Fournier. El gran Meaulnes. Barcelona: Bruguera, 1983. (En colaboración con María Campuzano.)
- Friedrich Hölderlin. Poemas. Barcelona: Icaria, 1983.
- Rainer Maria Rilke. Cartas a un joven poeta. Madrid: Alianza, 1984.
- Johann Wolfgang Goethe. Las afinidades electivas. Barcelona: Icaria, 1984.
- Novalis. Himnos a la noche. Barcelona: Icaria, 1985.
- Hans Urs von Balthasar. El cristiano y la angustia. Barcelona: Caparrós, 1988.
- Azorín. Artículos anarquistas. Barcelona: Lumen, 1992.
- William Faulkner. Estos trece. Pamplona: Hierbaola, 1994.
- Romano Guardini. Obras. Madrid: Cristiandad, s.f.